# Каримгандж (город, Бангладеш)
Каримгандж (бенг. করিমগঞ্জ, англ. Karimganj) — город на востоке Бангладеш, административный центр одноимённого подокруга. Площадь города равна 6,21 км². По данным переписи 2001 года, в городе проживало 14 440 человек, из которых мужчины составляли 51,36 %, женщины — соответственно 48,64 %. Плотность населения равнялась 2325 чел. на 1 км². Уровень грамотности населения составлял 34,5 % (при среднем по Бангладеш показателе 43,1 %). 